# Липиця (Шкофя Лока)
Липиця (словен. Lipica) — поселення в общині Шкофя Лока, Горенський регіон, Словенія. Висота над рівнем моря: 336,6 м.